# 王根英
王根英（1906年—1939年3月8日），原名王庶心。上海杨浦引翔港人。中国共产党第五次全国代表大会代表，中国人民解放军大将陈赓第一任妻子。

## 生平
1906年出生于上海县引翔港（今杨浦区大桥街道）的一个贫苦农民家庭。1914年到纱厂做童工。1915年进入日商开办的上海恒丰纱厂。1919年，开始在上海义和夜校读书。1923年转到英商开办的怡和纱厂，并在思恩义务夜校读书。和到校任教、正在上海大学学习的陈赓相识。1924年加入中国共产主义青年团，并担任团支部书记。1925年底转为中国共产党党员。1924年5月至6月参与组织领导怡和纱厂工人第一次罢工被厂方逮捕，之後获释。1924年，担任怡和纱厂工会主席。
1925年五卅运动中，率怡和纱厂7500名工人参加示威游行和总同盟罢工。1925年11月底，被厂方逮捕，经他人营救出狱，再次参与领导罢工。1926年5月，赴广州出席第三次全国劳动大会，回到上海後参与组织领导怡和纱厂纪念五卅运动周年的罢工运动，之後离开纱厂，先后负责中共杨浦部委的妇女工作和上海总工会组织工作。1926年10月至1927年3月，参加上海工人为配合北伐进军的三次武装起义。1927年3月，上海工人第三次武装起义爆发后，当选为上海特别市临时市政府委员，蒋介石发动四一二政变后，王根英隐蔽開展活动。1927年4月下旬，以上海的正式代表身份赴武汉参加中国共产党第五次全同代表大会。五大期间，陈赓连续写了三张纸条向王根英求婚。5月，作为中国工人代表出席国际工人太平洋劳动大会。6月，代表上海市工人在汉口参加全国第四次劳动代表大会，后任中华全国总工会女工部部长。这期间和陈赓在武汉结为夫妻。后调回上海从事党的秘密工作，看护南昌起义后受重伤的陈赓，掩护其在中共中央特科的工作。
1931年6月顾顺章叛变后，随陈赓北上天津，继续从事党的秘密工作。9月，重返上海，负责工人反帝大同盟沪东区分部的工作。1932年，一二八上海抗战期间，组织沪东工人救护队到抗日前线服务。上海抗战后，任全国总工会女工部部长、中共江苏省委妇女部部长。1932年秋，参与全国总工会训练班的培训工作。1933年3月，因病与党组织失去联系。12月，由于遭人举报而被捕，被判处8年有期徒刑，被关在虎桥江苏第一监狱，入狱后参与绝食斗争。1936年秋，被转押至南京。1937年8月，经周恩来等营救出狱，后经西安到云阳八路军政治部同陈赓重逢。后赴延安入陕甘宁边区党校学习。12月学习结束，调《新中华报》社工作。1938年秋，调太行山区八路军第一二九师供给部主办的财经干部学校任政治指导员。1938年12月下旬，随八路军第三八六旅东进冀南地区。1939年3月8日，在河北省南宫县同日军遭遇，最終陣亡。后被追认为革命烈士。当陈赓听闻噩耗时，在日记中只写下：“今天是我不可忘记的一天，也是我最惨痛的一天。”

## 家庭
王根英与陈赓有一子陈知非，1930年出生，后担任航天部门707所高级工程师。

## 纪念

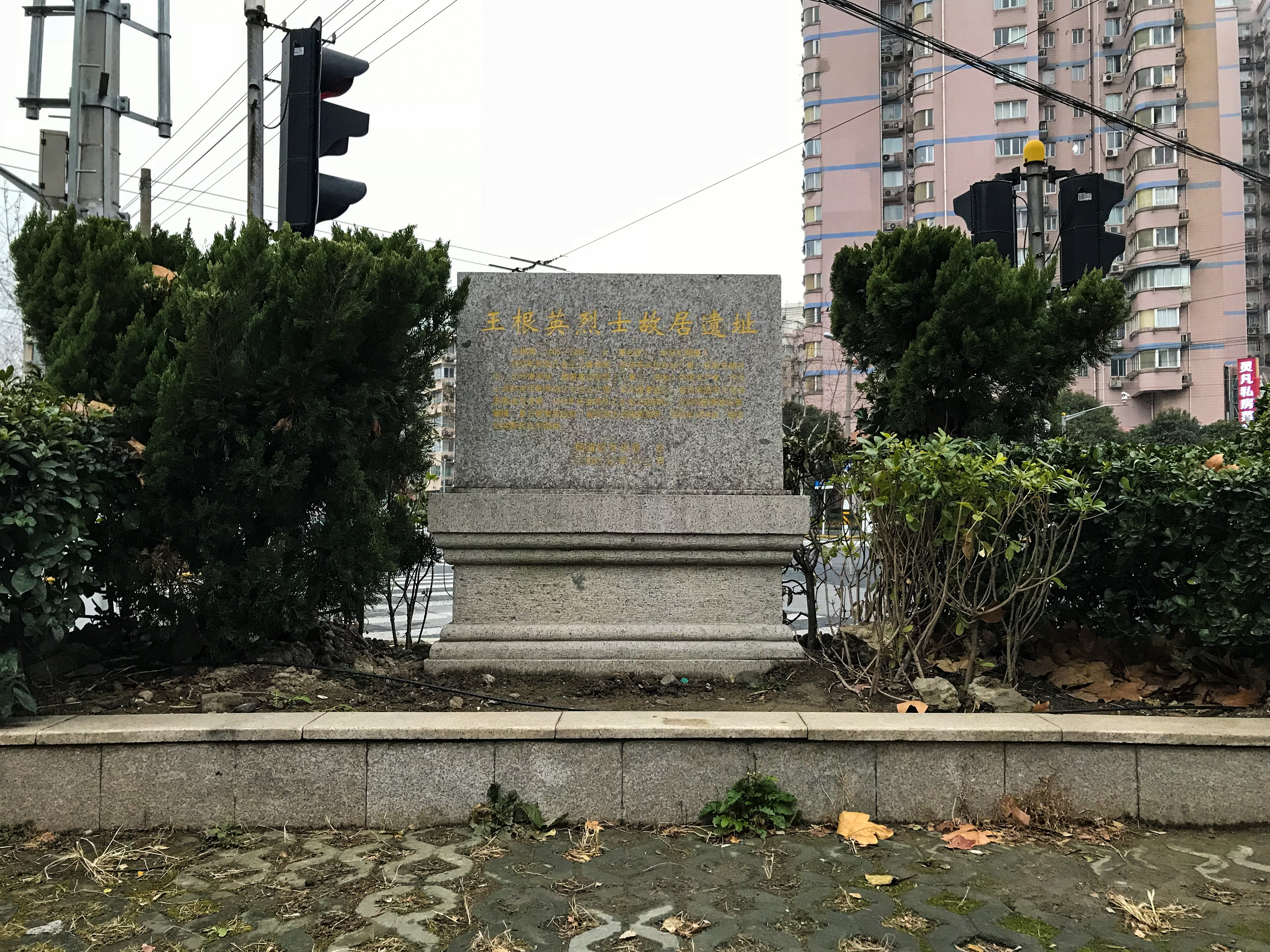
王根英烈士故居遗址

1948年，王根英遗骨由南宫县移葬邯郸晋冀鲁豫烈士陵园。2011年1月，遗骨迁往湖南省湘乡县，与陈赓合葬。2010年1月28日，杨浦区文化局在周家嘴路1888号瀚海明玉大酒店广场转角处设立王根英烈士故居遗址纪念碑，2011年11月2日，王根英烈士故居遗址被杨浦区人民政府公布为第二批杨浦区文物保护单位。

## 相关影视
- 《陈赓大将》
- 永遠的戰友[14]